# Chociszewko
Chociszewko – osada w Polsce położona w województwie wielkopolskim, w powiecie wągrowieckim, w gminie Skoki. Miejscowość wchodzi w skład sołectwa Chociszewo.
W latach 1975–1998 miejscowość administracyjnie należała do województwa poznańskiego.